# Tenasserimski bor
Tenasserimski bor (latinski: Pinus latteri) je bor porijeklom iz Indokine. Raste u planinama jugoistočnog Mjanmara, sjevernog Tajlanda, Laosa, Kambodže, Vijetnama i na kineskom otoku Hainan. 
Obično se pojavljuje na umjerenim visinama, uglavnom od 400-1000 m, ali povremeno i do 100 m pa do 1200 m. Drvo je dobilo ime po brdima Tenasserim između Mijanmara i Tajlanda. 

## Opis
Pinus latteri je srednje veliko i veliko stablo, visoko od 25–45 m, s promjerom debla do 1,5 m. Kora je narančastocrvena, gusta i duboko izbrazdana u dnu debla, a tanka i ljuskava u krošnji. Listovi ('iglice') su u paru, umjereno vitki, 15-20   cm dugi i nešto više od 1  mm debeli, zeleni do žućkasto zeleni. Češeri su uski, stožasti, 6–14  cm dugi i na dnu 4 cm široki, kada je češer zatvoren. Isprva su zeleni, a kad dozriju, postaju sjajno crveno-smeđi. Otvaraju se do 6–8  cm u širinu, često neko vrijeme nakon zrenja ili zbog šumskih požara, pri čemu se oslobađaju sjemenke. Sjemenke su duge 7–8 mm, s krilom dugačkim 20–25  mm, a šire se vjetrom. 

### Taksonomija
Tenasserimski bor, Pinus latteri, usko je povezan sa Sumatranskim borom Pinus merkusii, koji se pojavljuje na jugu jugoistočne Azije, u Sumatri i na Filipinima. Neki botaničari ih smatraju jednom vrstom (pod imenom P. merkusii, koji je prvo opisan), ali sumatranski bor razlikuje se kraćim (15–20  cm) i vitkijim (ispod 1   mm debljine) listovima, manjim češerima s tanjim ljuskama, češeri se otvaraju samo pri sazrijevanju, a sjeme je upopla manje težine. Ova je vrsta stodna i skupini mediteranskih borova, uključujući alepski bor i turski bor, koji s njom dijele mnoge značajke. 

## Vanjske poveznice
|  | Zajednički poslužitelj ima stranicu o temi Tenasserimski bor    |
|  | Zajednički poslužitelj ima još gradiva o temi Tenasserimski bor |
|  | Wikivrste imaju podatke o taksonu Tenasserimski bor             |

## Daljnje čitanje
- Conifer Specialist Group. 1998. Pinus latteri. IUCN Red List of Threatened Species. 1998. Pristupljeno 11. svibnja 2006.